# تفجيرات البصرة (2011)
تفجيرات البصرة 2011 هي ثلاث هجمات تفجيرية في سوق البصرة جنوب العراق في 24 نوفمبر 2011 مما أسفر عن مقتل 19 شخصا على الأقل وإصابة 65 على الأقل. القنبلتين الأولى والثانية كانتا على جوانب الطريق وعبر دراجة نارية قد حدثتا في وقت واحد في حين أن القنبلة الثالثة كانت دموية وقد تسبب في مقتل ضباط الشرطة والجيش وكذلك إصابة معظمهم. وفقا لمصادر رسمية فإنه لا يزال غير معروف هوية الذين نفذوا الهجمات.